# Diisopropil éter
El Diisopropil éter es un éter secundario  utilizado frecuentemente como disolvente. Es un líquido incoloro que es ligeramente soluble en agua, pero miscible con solventes orgánicos. Se utiliza como un extractante y un aditivo de gasolina oxigenada. Se obtiene industrialmente como un subproducto en la producción de isopropanol por hidratación del propeno. El diisopropil éter es a veces representado por la abreviatura "DIPE".

## Usos
Mientras que a 20 °C, el dietil éter disuelve el 1% en peso de agua, el DIPE solo disuelve la mitad. Se utiliza como un disolvente especializado para eliminar o extraer compuestos orgánicos polares de disoluciones acuosas, p. Ej. Fenoles, etanol, ácido acético. DIPE se utiliza como agente detonante.

## Seguridad
Diisopropyl El éter puede formar peróxidos explosivos a estar en aire para periodos largos. Esta reacción procede más fácilmente que para éter de etilo, debido al carbono secundario luego al átomo de oxígeno. Los antioxidantes pueden soler impedir este proceso. El solvente almacenado por tanto tendría que ser probado para la presencia de peróxidos más a menudo (recomendables una vez cada 3 meses para diisopropyl éter vs. una vez cada 12 meses para éter de etilo). Los peróxidos pueden ser extraídos con agitación del éter en una disolución de sulfato de hierro(II). Para razones de seguridad, el metil terbutil éter es a menudo utilizado como un disolvente alternativo.